# Schwarzenbruck
Schwarzenbruck – miejscowość i gmina w Niemczech, w kraju związkowym Bawaria, w rejencji Środkowa Frankonia, w regionie Industrieregion Mittelfranken, w powiecie Norymberga. Leży w Okręgu Metropolitarnym Norymbergi, około 15 km na południowy wschód od Norymbergi i ok. 18 km na południe od Lauf an der Pegnitz, przy autostradzie A9, drodze B8 i linii kolejowej Norymberga - Ratyzbona - Pasawa.

## Dzielnice
W skład gminy wchodzą następujące dzielnice: Schwarzenbruck, Altenthann, Gsteinach, Oberlindelburg, Ochenbruck, Pfeifferhütte und Rummelsberg i Unterlindelburg.

## Historia
Pierwsze wzmianki o Schwarzenbruck pochodzą z 6 maja 1025.

## Polityka
Rada gminy składa się z 20 członków:
|      | CSU | SPD | Zieloni | FWG | Razem     |
| 2002 | 6   | 10  | 3       | 1   | 20 miejsc |